# Storyteller - The Complete Anthology: 1964-1990
Storyteller - The Complete Anthology: 1964-1990 é a quinta compilação do cantor Rod Stewart, lançado em Outubro de 1989.
O álbum contém quatro discos; o primeiro marca os anos de 1964 - 1971 e inclui "Can I Get a Witness?" nunca antes editada; o segundo marca os anos de 1971 - 1976; o terceiro marca os anos de 1975 - 1981 e inclui "To Love Somebody" com os convidados Booker T. e M.G.'s; o quarto marca oa anos de 1981 - 1989 e inclui as versões nunca editadas de "I Don't Want to Talk About It" e "This Old Heart of Mine".

## Faixas

### Disco 1
1. "Good Morning Little Schoolgirl" – 2:06
2. "Can I Get a Witness?" – 3:34
3. "Shake" – 2:48
4. "So Much to Say" – 3:13
5. "Little Miss Understood" – 3:37
6. "I’ve Been Drinking" – 3:17
7. "I Ain't Superstitious" – 4:53
8. "Shapes Of Things" – 3:18
9. "In A Broken Dream" – 3:39
10. "Street Fighting Man" – 5:05
11. "Handbags and Gladrags" – 4:23
12. "Gasoline Alley" – 4:02
13. "Cut Across Shorty" – 6:31
14. "Country Comforts" – 4:43
15. "It's All Over Now" – 6:22
16. "Sweet Lady Mary" – 5:48
17. "Had Me a Real Good Time" – 5:54

### Disco 2
1. "Maggie May" – 5:45
2. "Mandolin Wind" – 5:30
3. "(I Know) I'm Losing You" – 5:22
4. "Reason to Believe" – 4:07
5. "Every Picture Tells a Story" – 5:58
6. "Stay With Me" – 4:37
7. "True Blue" – 3:33
8. "Angel" – 4:04
9. "You Wear It Well" – 5:02
10. "I’d Rather Go Blind" – 3:53
11. "Twistin' the Night Away" – 3:14
12. "What's Made Milwaukee Famous (Has Made a Loser Out of Me)" – 2:52
13. "Oh! No Not My Baby" – 3:38
14. "Pinball Wizard" – 3:40
15. "Sweet Little Rock 'N Roller" – 3:46
16. "Let Me Be Your Car" – 4:58
17. "You Can Make Me Dance, Sing or Anything" – 4:23

### Disco 3
1. "Sailing" – 4:38
2. "I Don't Want to Talk About It" – 4:49
3. "Stone Cold Sober" – 4:12
4. "To Love Somebody" – 4:30
5. "Tonight's the Night (Gonna Be Alright)" – 3:54
6. "The First Cut Is the Deepest" – 4:26
7. "The Killing of Georgie (Part I and II)" – 6:31
8. "Get Back" – 4:24
9. "Hot Legs" – 5:11
10. "I Was Only Joking" – 6:02
11. "You're in My Heart (The Final Acclaim)" – 4:28
12. "Da Ya Think I'm Sexy?" – 5:28
13. "Passion" – 5:30
14. "Oh God, I Wish I Was Home Tonight" – 5:01
15. "Tonight I'm Yours (Don't Hurt Me)" – 4:10

### Disco 4
1. "Young Turks" – 5:01
2. "Baby Jane" – 4:43
3. "What Am I Gonna Do (I’m so in Love with you)" – 4:17
4. "People Get Ready" with Jeff Beck – 4:52
5. "Some Guys Have All the Luck" – 4:32
6. "Infatuation" – 5:12
7. "Love Touch" – 4:03
8. "Every Beat of My Heart" – 5:18
9. "Lost In You" – 4:57
10. "My Heart Can't Tell You No" – 5:11
11. "Dynamite" – 4:15
12. "Crazy About Her" – 4:54
13. "Forever Young" – 4:03
14. "I Don't Want to Talk About It" – 4:52
15. "This Old Heart of Mine (Is Weak for You)" – 4:12
16. "Downtown Train" – 4:39

## Paradas
| Paradas (1989) | Posição |
| -------------- | ------- |
| Billboard 200  | 54      |